# Lundie
Lundie, schottisch-gälisch: Lunndaidh, ist eine Ortschaft in der schottischen Council Area Angus. Sie liegt rund zwölf Kilometer nordwestlich des Zentrums von Dundee vor der Südostflanke der Sidlaw Hills.

## Geschichte
Bereits seit dem 12. Jahrhundert befindet sich eine Kirche am Standort. Wilhelm der Löwe schenkte das Baronat Lundie den Mönchen der Coupar Angus Abbey gegen Ende des Jahrhunderts, welche dort eine dem Märtyrer Laurentius geweihte Kirche errichteten, die Keimzelle der heutigen Lundie Parish Church. Möglicherweise diente die Anlage den Mönchen auf ihrem Weg von St Andrews nach Coupar Angus als Wegestation.
Um 1540 wurde Lundie Castle errichtet, das heute nur noch als Burgstall vorliegt. Alexander Duncan erwarb das Anwesen 1682. Sein Nachfahr Adam Duncan wurde 1797 zum Viscount Duncan, dessen Nachfahr Robert Haldane-Duncan wiederum 1831 zum Earl of Camperdown erhoben. Mit der Errichtung von Camperdown House wurde Lundie Castle aufgelassen.
Von 1831 bis 1881 sank die Einwohnerzahl Lundies von 456 auf 317. Bei späteren Erhebungen wird Lundie nicht mehr separat berücksichtigt.

## Verkehr
Lundie ist über untergeordnete Straßen erreichbar. Innerhalb weniger Kilometer ist die A923 (Dunkeld–Dundee) zugänglich. In Coupar Angus ist außerdem die A94 (Perth–Forfar); bei Dundee die A90 (Edinburgh–Fraserburgh) innerhalb kurzer Strecke erreichbar.